# Concordia (Schiff, 1696)
Die Concordia war ein Segelschiff der Niederländischen Ostindien-Kompanie (VOC). Das Schiff verließ Batavia am 15. Januar 1708 gemeinsam mit zwei weiteren Schiffen, der Zuiderburg und der Mercurius mit Kurs Niederlande. Ein längerer Zwischenaufenthalt war am Kap der Guten Hoffnung vorgesehen. Die Concordia hatte 130 Menschen an Bord. Sie wurde zuletzt durch die mitsegelnde Mercurius auf offener See südlich der Sunda-Straße am 5. Februar 1708 bei schlechtem Wetter gesichtet.

## Geschichte
Gebaut wurde die Concordia im Jahre 1696 bei der Kammer Delft. Sie war für die damalige Zeit ein recht großes Schiff mit einer Tragfähigkeit von etwa 900 Tonnen. Vor ihrem Untergang machte sie zwei vollständige Reisen, die auch über Deshima in Japan führten.
Am 17. Januar 1708, unter dem Kommando von Kapitän Joris Vis, lief die Concordia aus Batavia aus mit Kurs nach Europa. Von den 130 Passagieren und Besatzungsmitgliedern an Bord waren mehrere Frauen. Sie waren auf dem Weg in die Heimat. An Bord befanden sich außerdem einige Balinesen, die aus Niederländisch-Ostindien in die Kapkolonien wegen negativen Verhaltens gegenüber der Kolonialmacht deportiert werden sollten.
Nur die  Mercurius erreichte das Kap der Guten Hoffnung. Der Kapitän der  Mercurius berichtete später, dass die Concordia und die Zuiderburg zuletzt zusammen am 5. Februar 1708 auf offener See südlich der Sunda-Straße gesichtet wurden. Zum Zeitpunkt herrschte sehr schlechtes Wetter. Am 22. Februar fand die Besatzung der  Mercurius Treibgut. Sie entdeckten mehrere Gegenstände im Wasser, darunter Feuerholz, eine Kiste Tee, einen Ballen Baumwolle, hölzernes Tischlerwerkzeug, Kerzen und Dauben für Fässer. Die Concordia wurde später offiziell geführt als gesunken in der Nähe von Mauritius im Jahre 1708.
Ein bekannter Passagier an Bord der Concordia war Constantijn van Baerle, ein Repräsentant der Niederländischen Ostindien-Kompanie.

## Trivia
Im Jahre 1832 führte eine vom Lieutenant Nixon geleitete geheimgehaltene Expedition ins Landesinnere Australiens. Dort entdeckte sie angeblich eine Gruppe von etwa einhundert weißen Niederländern, darunter 10 Frauen. Sie lebten in einer Oase in einer Wüste im Northern Territory, vermutlich in Palm Valley. Über die Existenz dieser Menschen wurde erstmals in einer englischen Zeitung namens „The Leeds Mercury“ im Februar 1834 berichtet. Weitere Artikel gab es in einer holländischen Fachzeitschrift und in der „Perth Gazette“ von 1837.
Im Artikel der Zeitung „Leeds Mercury“ wird behauptet, dass Lieutenant Nixon mit den Siedlern und dem Führer der Gruppe in einer gebrochenen Form von altem Holländisch sprach. Der Führer der Gruppe gab von sich an, er wäre ein Nachkomme von einem Schiffsoffizier, dessen Name „van Baerle“ war. Die Expedition verbrachte acht Tage mit der Gruppe.
Lieutenant Nixon erklärte:
- ... their fathers were compelled by famine, after the loss of their great vessel, to travel towards the rising sun, carrying with them as much of the stores as they could, during which many died; and by the wise advice of their ten sisters they crossed a ridge of land, and meeting with a rivulet on the other side, followed its course and were led to the spot they now inhabit, where they have continued ever since.[4][7]

Trotz intensiver Forschung ist keine Spur bzw. ein direkter Beweis für die Siedler jemals gefunden worden. Die meisten Historiker glauben inzwischen, die originale Geschichte im „Leeds Mercury“ von 1834 war ein Hoax.